# Албанацо
Албанацо (итал. Albanazzo) је насеље у Италији у округу Катанија, региону Сицилија.
Према процени из 2011. у насељу је живело 51 становника. Насеље се налази на надморској висини од 404 м.